# Северный полюс-12
«Северный полюс-12» (СП-12) — советская научно-исследовательская дрейфующая станция. Работала с 30 апреля 1963 года до 25 апреля 1965 года.
Станция открыта всего через десять дней после закрытия предыдущей дрейфующей станции «Северный полюс-11». Станция была открыта на льдине размером 2500×1800 м, которая при открытии находилась на 76°50' с.ш. и 165°34' з.д. Для участников экспедиции было сооружено 6 домиков, из них 4 жилых, а также камбуз и кают-компания.
За время деятельности станции на ней работали две смены полярников, всего на льдине побывало 57 человек, 286 раз садились самолёты, завезена 221 тонна грузов. Средняя скорость дрейфа составила во время первой смены 5 километров в сутки, во время второй — 6 километров в сутки. Суммарное расстояние, пройденное за время работы станции — около 4000 км. Станция была закрыта в связи с приближением к Канаде. При закрытии оставшаяся часть льдины составляла в размерах 900×600 м.
Личный состав первой смены:
- Беляков Л. Н. — начальник
- Белоусов Б. Г. — магнитолог-астроном
- Кириллов Д. Р. — заврадио
- Клюев Ю. М. — повар
- Никонов В. И. — аэролог
- Парамонов Ю. А. — врач
- Сандуленко С. М. — локаторщик
- Углев В. Д. — гидролог
- Хлопушин Г. А. — метеоролог-актинометрист
- Шандровский Н. И. — механик

Личный состав второй смены:
- Кудрявцев Н. Ф. — начальник
- Измайлов В. В. — гидролог
- Заводчиков В. А. — гидролог
- Макаров Н. С. — метеоролог-актинометрист
- Чичигин В. Т. — аэролог
- Гвоздков В. В. — радиолокаторщик
- Репин И. А. — заврадио
- Исупов Н. Д. — врач
- Жарков В. И. — механик
- Кузнецов Ю. С. — радист
- Евграфов В. И. — повар